# آنابلا (خواننده)
آنابلا (به انگلیسی: Anabela) (زاده ۲۲ سپتامبر ۱۹۷۶) خواننده پرتغالی است.
او نماینده پرتغال در مسابقه آواز یوروویژن ۱۹۹۳ بود.